# 馬見丘陵

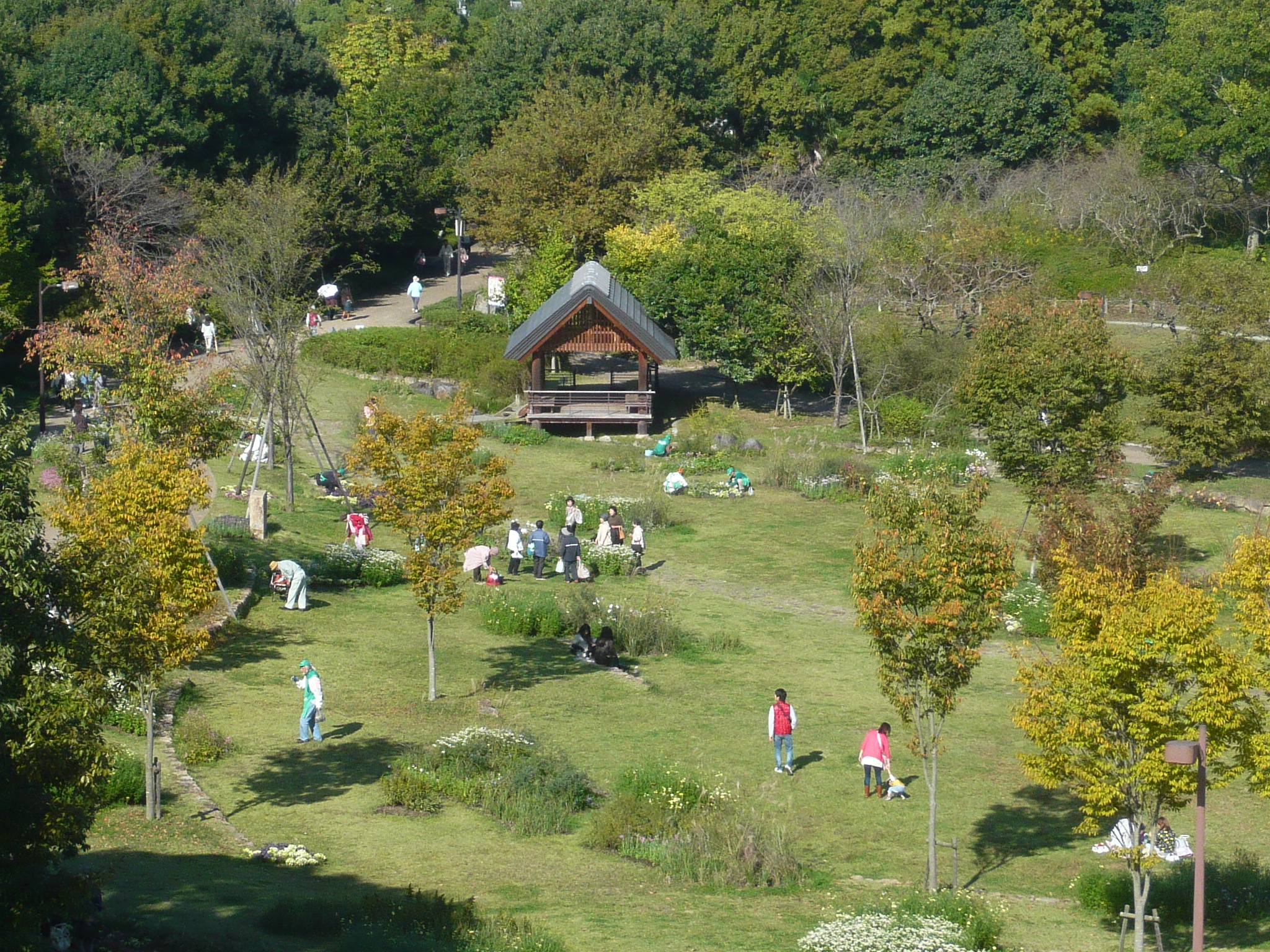
馬見丘陵公園の様子。2010年10月27日撮影。

馬見丘陵（うまみきゅうりょう）は、奈良盆地西部に位置し、奈良県北葛城郡広陵町から同郡河合町にかけて南北に広がる標高70～80mの洪積台地から成る丘陵地帯である。

## 概要
北は大和川、東は高田川、西は葛下川でそれぞれ限られる。丘陵内には、国の特別史跡に指定されている巣山古墳などをはじめとした馬見古墳群が分布している。また、馬見丘陵公園がある。近年では、西大和ニュータウンなど、宅地開発が盛んとなっている。